# Октябрь (Хойникский район)
Октябрь (бел. Кастрычнік) (до 1920 года Поповщина) — посёлок в Поселичском сельсовете Хойникского района Гомельской области Республики Беларусь.

## География

### Расположение
В 2 км на восток от районного центра и железнодорожной станции Хойники (на ветке Василевичи — Хойники от линии Гомель — Калинковичи), в 104 км от Гомеля.

### Гидрография
На севере мелиоративный канал, соединённый с рекой Припять (приток реки Днепр).

## Транспортная сеть
Транспортные связи по автодорогам, которые отходят от Хойники. Планировка состоит из короткой прямолинейной улицы почти широтной ориентации, застроенной двусторонне деревянными усадьбами.

## История
Основан в начале XX века переселенцами из соседних деревень. Наиболее активная застройка приходится на 1920-е годы. В 1931 году жители вступили в колхоз. Согласно переписи 1959 года в составе колхоза «Рассвет» (центр — деревня Поселичи).

## Население

### Численность
2021 год — 49 жителей, 24 хозяйства

### Динамика
- 1930 год — 108 жителей, 18 дворов
- 1959 год — 177 жителей (согласно переписи)
- 2004 год — 95 жителей, 38 хозяйств
- 2021 год — 49 жителей, 24 хозяйства